# Рэдулеску, Константин
Константи́н (Ко́стел) Рэдуле́ску (рум. Constantin "Costel" Rădulescu; 5 октября 1896 — 31 декабря 1981) — румынский футболист и тренер, возглавлял сборную Румынии в 1920-е-1930-е.

## Биография
О Константине Рэдулеску известно, что он в 1916—1918 гг. участвовал в сражениях Первой мировой войны, в том числе и при Мэрэшти. После войны он до 1923 года играл вратарём в бухарестских клубах, потом тренировал и судил футбольные матчи.
Тренером сборной и начальником команды Рэдулеску был в 1923 году, с 21 апреля 1929 года по 27 мая 1934 года и с 24 июня 1935 года по 4 декабря 1938 года.
Под руководством Рэдулеску сборная Румынии играла в финалах чемпионатов мира 1930, 1934, 1938. В 1934 году Рэдулеску руководил совместно с австрийским тренером Йозефом Уридилом, а в 1938 году — с Сэвулеску. После него в следующий раз Румынии удалось пробиться в финальную часть чемпионата мира лишь в 1970 году.
На Зимней Олимпиаде 1936 года в Гармиш-Партенкирхене Константин Рэдулеску принимал участие в соревнованиях по бобслею в двойках (15-е место) и четвёрках (не финишировал).
На чемпионате мира 1930 года Рэдулеску и Улисес Сауседо не только тренировали свои сборные, но и судили некоторые матчи этого чемпионата.
В честь Константина Рэдулеску назван стадион «Константин Рэдулеску» в городе Клуж-Напока. На сегодняшний день это домашняя арена клуба ЧФР Клуж.